# Andrew Johns (triathlon)
Pour les articles homonymes, voir Johns.
Andrew Johns, né le 23 septembre 1973 à Peterborough, est un triathlète professionnel anglais, double champion d'Europe de triathlon.

## Biographie
Andrew Johns participe au premier triathlon olympique, lors des Jeux de 2000 à Sydney en Australie. Il est un des trois triathlètes britanniques avec Sian Brice et Michelle Dillon à ne pas terminer l'épreuve. Quatre ans plus tard, il est de nouveau qualifié pour les Jeux de 2004 à Athènes en Grèce et prend la 16e place en 1 h 54 min 15 s 087.

## Palmarès
Le tableau présente les résultats les plus significatifs (podium) obtenus sur le circuit international de triathlon depuis 1998,.
| Année | Compétition                           | Pays        | Position           | Temps           |
| ----- | ------------------------------------- | ----------- | ------------------ | --------------- |
| 2007  | Ironman 70.3 Anvers                   | Belgique    | Médaille d'argent  | 3 h 57 min 29 s |
| 2007  | Ironman Malaisie                      | Malaisie    | Médaille d'argent  | 8 h 51 min 19 s |
| 2007  | Championnat du monde Ironman 70.3     | États-Unis  | Médaille de bronze | 3 h 43 min 11 s |
| 2006  | Championnat d'Europe                  | France      | Médaille de bronze | 1 h 57 min 29 s |
| 2004  | Coupe d'Europe - l'étape de Holten    | Pays-Bas    | Médaille d'or      | 1 h 49 min 43 s |
| 2004  | Coupe d'Europe - l'étape d'Echternach | Luxembourg  | Médaille d'or      | 1 h 45 min 45 s |
| 2003  | Coupe du monde - l'étape de Hambourg  | Allemagne   | Médaille d'or      | 1 h 44 min 59 s |
| 2003  | Coupe du monde - l'étape de Salford   | Royaume-Uni | Médaille d'or      | 1 h 53 min 50 s |
| 2002  | Championnat du monde                  | Mexique     | Médaille de bronze | 1 h 51 min 17 s |
| 2002  | Coupe d'Europe - l'étape de Hanovre   | Allemagne   | Médaille d'or      | 1 h 43 min 16 s |
| 2000  | Championnat d'Europe                  | Pays-Bas    | Médaille d'or      | 1 h 54 min 31 s |
| 2000  | Coupe du monde - l'étape de Lausanne  | Suisse      | Médaille d'or      | 1 h 57 min 23 s |
| 1999  | Coupe du monde - l'étape de Lausanne  | Suisse      | Médaille d'or      | 1 h 52 min 35 s |
| 1999  | Coupe du monde - Classement général   |             | Médaille d'or      |                 |
| 1998  | Championnat d'Europe                  | Pays-Bas    | Médaille d'or      | 1 h 51 min 9 s  |
| 1998  | Championnat britannique               | Royaume-Uni |                    | Timing          |